# نهان‌زادان

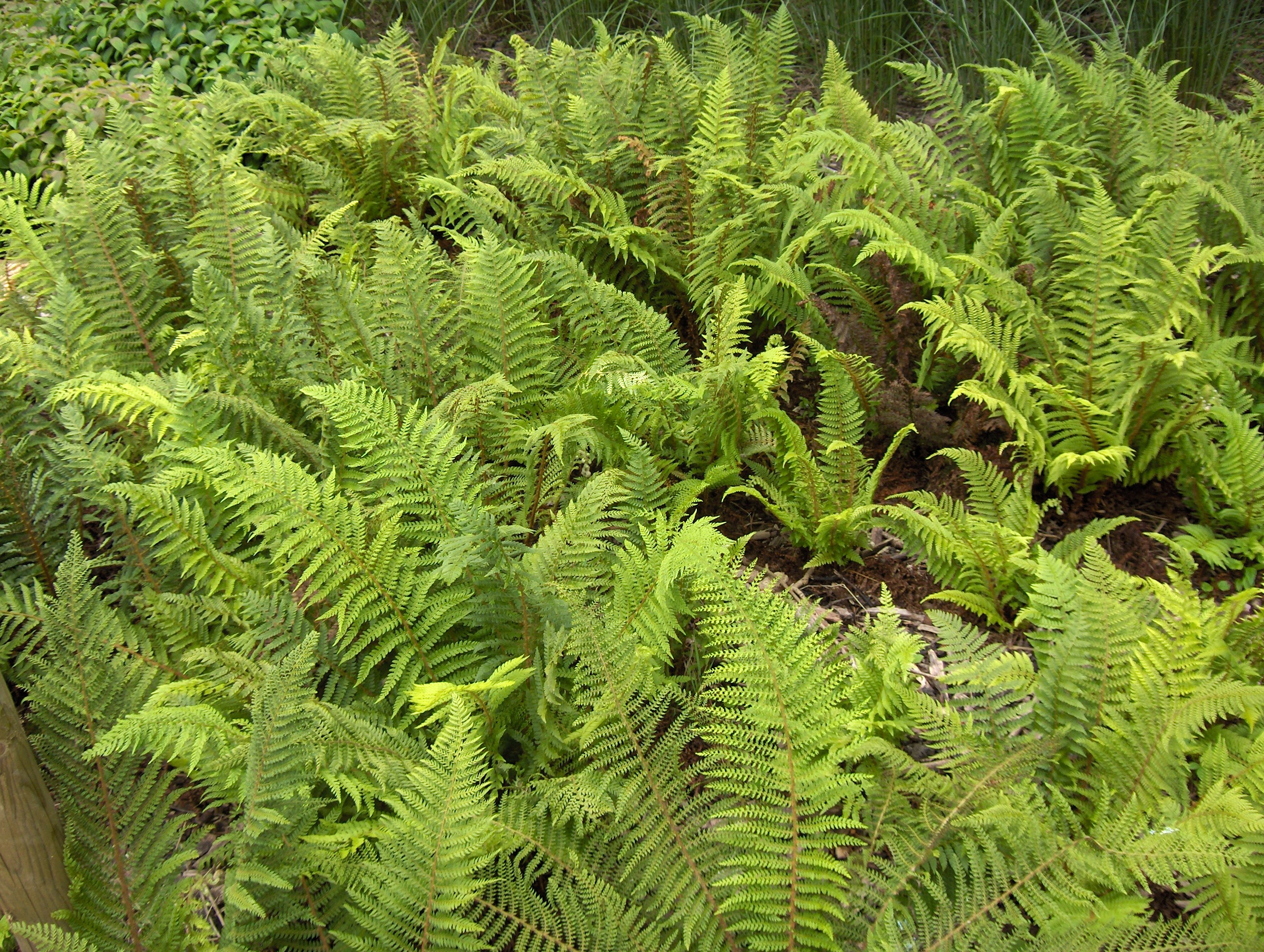
Polystichum setiferum یک سرخس

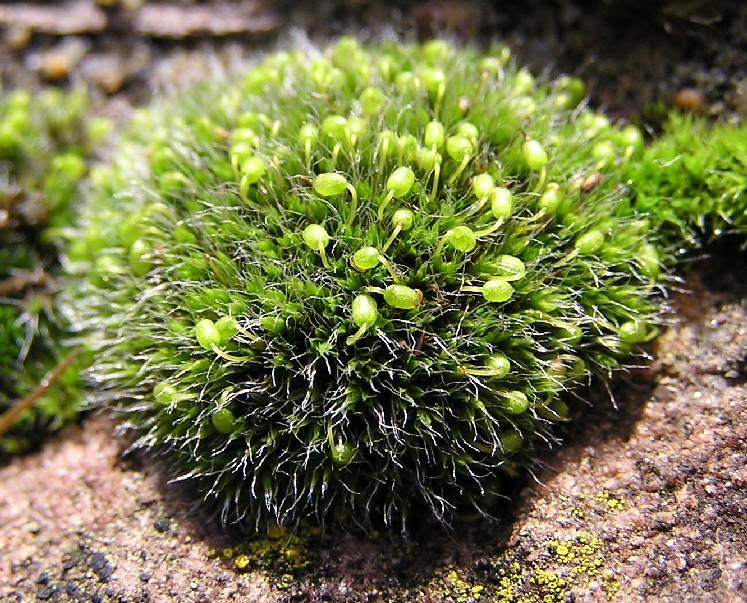
Grimmia pulvinata, یک خزه

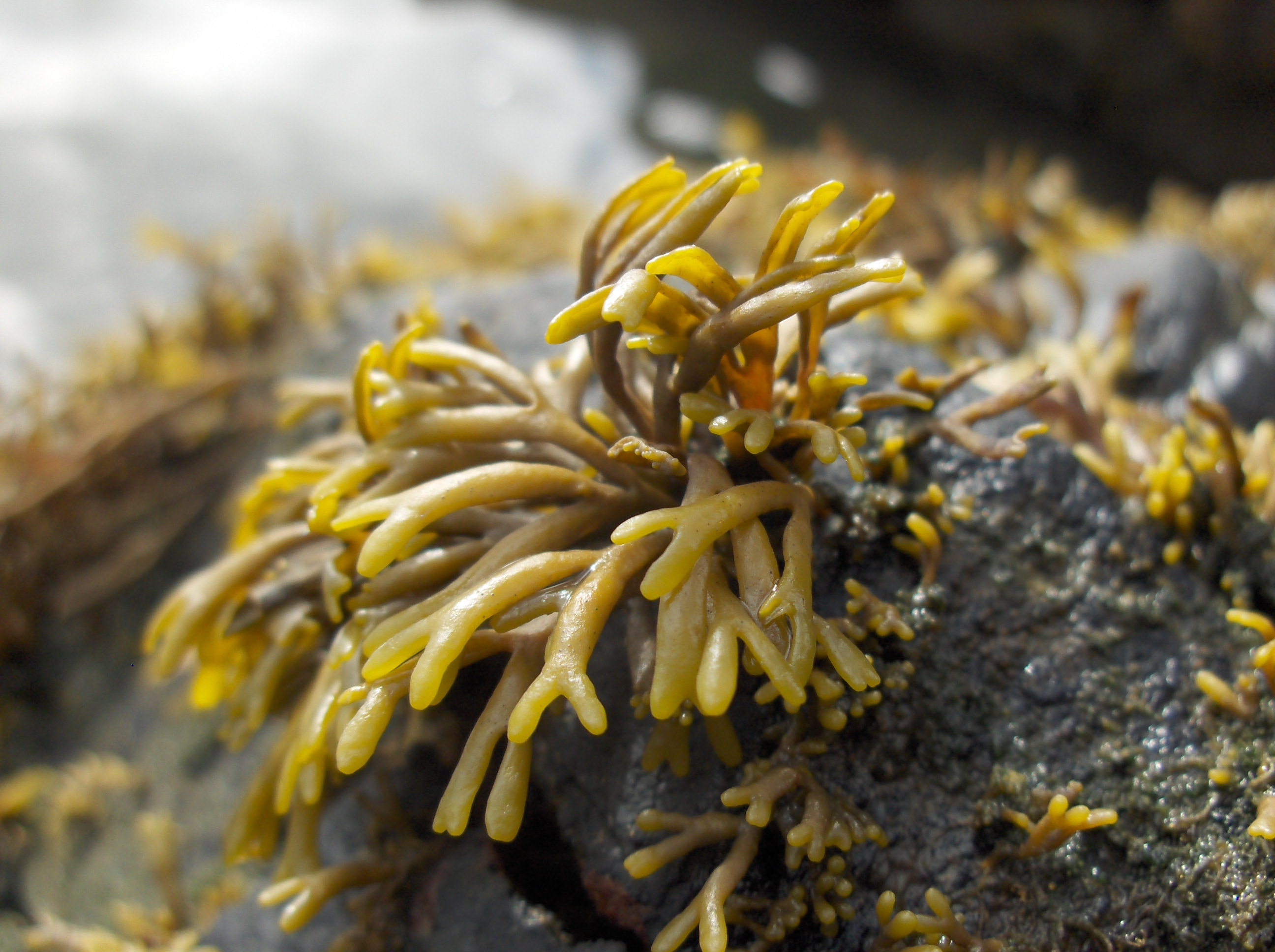
Pelvetia canaliculata, یک جلبک قهوه

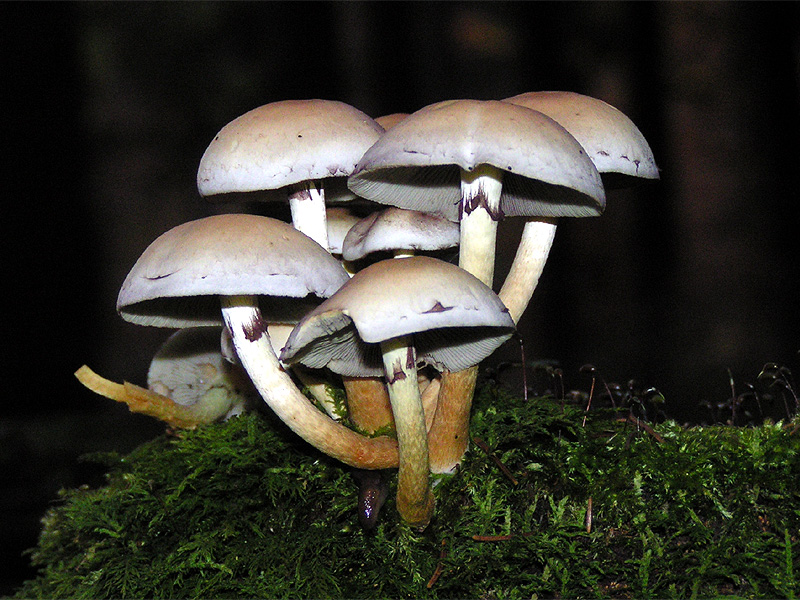
Hypholoma fasciculare

نهانزاد (جمع نهانزادان) (با نام علمی Cryptogamae) گیاهی است (در معنای وسیع آن) که به وسیله هاگ تولید مثل کرده و گل یا دانه نداشته باشد. از نظر واژه‌شناسی این کلمه از دو بخش یونانی به معنای پنهان شده (κρυπτός, kryptos) و ازدواج کردن (γαμέω, gameein) تشکیل شده و در مجموعه معنای «تولید مثل پنهان» را می‌دهد. اشاره به این نکته که بدون دانه تولید مثل می‌کند، لذا نهانزادان گیاهان بدون دانه را شامل می‌شوند. نام‌های دیگری نیز به آن‌ها نسبت داده شده‌است، مثل «تالوفیت‌ها»، «گیاهان پست» و «گیاهان هاگ دار». نهانزادان به عنوان یک گروه، برعکس پیدازادان (Phanerogamae از ریشه یونانی σπέρμα، phaneros به معنای قابل رؤیت، آشکار) یا Spermatophyta (از ریشه یونانی σπέρμα، sperma به معنای دانه و phyton به معنای گیاهان دانه دار) هستند. شناخته شده‌ترین گروه نهانزادان جلبک‌ها، گلسنگ‌ها و خزه‌ها و سرخس‌ها هستند. اما این گروه شامل جانداران غیر فوتوسنتز کننده نیز است که به‌طور سنتی در دسته گیاهان طبقه‌بندی شده‌اند، مثل قارچ‌ها یا کپک‌های مخاطی و باکتری‌ها. این رده‌بندی اکنون در رده‌بندی لینه‌ای منسوخ گشته‌است.
زمانی، نهانزادان به‌طور رسمی به عنوان گروهی از فرمانرو گیاهان شناخته می‌شدند. کارل لینه (۱۷۰۷–۱۷۷۸) در طبقه‌بندی خویش از تمام گیاهان و جانوران شناخته شده، فرمانرو گیاهان را به ۲۴ دسته تقسیم‌بندی کرد که یکی از آن‌ها نهانزادان بودند. این دسته شامل تمام گیاهانی بودند که اندام‌های تولید مثلی پنهانی داشتند. او نهانزادان را به چهار راستهٔ جلبک‌ها، خزگیان (بریوفیت‌ها)، سرخس‌ها و قارچ‌ها تقسیم‌بندی کرد.
تمام نهانزادان به عنوان بخشی از فرمانرو گیاهان دسته‌بندی نمی‌شوند، قارچ‌ها به‌طور خاص، به عنوان یک فرمانرو جداگانه تلقی می‌گردند که به حیوانات شباهت بیشتری دارند تا گیاهان در حالی که جلبک آبی-سبز اکنون به عنوان شاخه‌ای از باکتری‌ها شناخته می‌شود؛ لذا در سامانه‌شناسی (سیستماتیکس) معاصر گیاهان، «نهانزادان» از نظر آرایه‌شناسی (تاکسونومی) یک گروه همگرا تشکیل نمی‌دهند، اما از نظر شاخه بندی (کلدیستیک) چند نیا هستند. با این حال، تمام موجوداتی که به عنوان نهانزاد شناخته می‌شوند به‌طور سنتی در حیطهٔ مطالعاتی گیاهشناسان قرار داشته و اسامی تمام نهانزادان توسط قوانین جهانی نامگذاری برای جلبک‌ها، قارچ‌ها و گیاهان (ICN) تنظیم می‌شود.
در طی جنگ جهانی دوم، مکتب کد و رمزنگاری جفری تندی را استخدام کرد، او یک زیست‌شناس دریا بود که در نهانزادان تخصص داشت. آن‌ها از جفری در ایستگاه X در پارک Bletchley استفاده کردند، چون شخصی در آن جا نهانزادان را به خاطر تشابه نام با cryptogramها اشتباه گرفته بود!.